# Michael Baird (calciatore)
Michael Baird (Brisbane, 1º agosto 1983) è un ex calciatore australiano, di ruolo attaccante.

## Carriera

### Club
Ha giocato nella prima divisione dei campionati australiano, rumeno, malese ed indonesiano.

### Nazionale
Nel 2003 ha partecipato ai Mondiali Under-20.